# Открытое радио
Откры́тое ра́дио — московская радиостанция, вещавшая с 1 марта 1992 года на средних волнах на частоте 918 кГц, а с конца 1994 года и в FM-диапазоне на частоте 102,5 МГц до 18 октября 2003 года. С 1995 по 1996 год вещала под названиями «Открытое радио 2х2», с 1998 по апрель 1999 года — Открытое радио «Романтика», затем было возвращено первоначальное название. Как отмечала Ксения Привалова в 2002 году: «радиостанция за десять лет меняла так много коллективов, так много форматов, что называть её в полной мере одной радиостанцией, которая однажды выбрала свою стезю, и все эти десять лет пахала „от звонка до звонка“, нельзя. Она постоянно трансформируется».

## История

### Первая половина 1990-х. Информационное радио
Учредителями были информационное творческо-производственное объединение «АСТРА» ВГТРК, частные лица. Первоначально «Открытое радио» было задумано как информационная станция, существенная часть вещания которой шла на английском языке. Англоязычные программы предназначались для иностранцев, проживающих в Москве. Здесь были международные, городские, экономические новости на английском языке; специально отобранные для иностранцев,
полезные советы, уроки русского языка, интервью с известными людьми. Передачи на русском языке были адресованы в основном деловым и предприимчивым людям. Они также состояли исключительно из новостей разного рода, а также корреспонденций с мест. Как отмечал Юрий Гутьерес-Фернандес: «Мы стали одной из первых новаторских радиостанций, само название которой говорило за себя, — в эфире можно было говорить открыто обо всём, что волновало. Определили мы тогда и своих потенциальных слушателей — это грамотные, образованные люди, способные не только внимать, но думать и анализировать»
Работала радиостанция с 6:00 до 2:00 и открывала эфир собственной программой на английском языке только по будням. Затем с 9:00 транслировалось Московское радио также на английском языке. По выходным программа «Открытого радио» на английском языке вещала с 9:00 до 11:00 в перерыве вещания Московского радио. C 16.30 часов программа «Открытого радио» шла на русском. С 20:00 в эфире Радио Свобода, а с 22:00 — Голос Америки на русском языке. С 1992 года в эфире англоязычной части программы появилась музыкально-информационная радиостанция «Голос Америки — Европа». Программным директором англоязычной части радиостанции назначен Кирилл Вац. Объём вещания Московского радио составлял полчаса (с 11:00 до 11:30). С 13:00 до 13:30 в эфире программа Би-би-си. Как отмечалось на официальном сайте радиостанции: «Такой формат был оправдан тогдашней чрезмерной политизированностью общества и связанным с этим информационным „голодом“. В дальнейшем доля зарубежных программ сокращалась пропорционально падению спроса на них». В 1993 году Вац был отстранён от эфира (на Московском радио он остался), и программа «Голос Америки-Европа» исчезла из эфира, и в англоязычной части вновь вещает Московское радио. Появились собственные информационные программы, в частности, ежедневная информационно-аналитическая программа «Ракурс».
2 октября 1993 года «Открытое радио» было первой радиостанцией, сообщившей о начале октябрьского путча 1993-го года, опередив «Эхо Москвы», благодаря чему радиостанция получила большую известность. Корреспонденты Ричард Алибегов,
Марина Колкова, Евгений Краснолобов практически непрерывно находились в самых горячих точках и вели оттуда репортажи в «прямом эфире».
Изменившийся рынок требовал также большего разнообразия программ, и на «Открытом радио» появилась музыка и «разговорные» передачи. В музыке предпочтение отдавалось джазу, блюзу, симфонической музыке, классическому року. В то же время, основную долю времени по-прежнему занимали новости. Также в эфире появилась информационно-аналитическая программа Русской службы Би-би-си «Глядя из Лондона».

### Вторая половина 1990-х. Музыкально-информационное радио
В конце 1994 года «Открытое Радио» также вышло в FM-диапазон, начав вещание на частоте 102,5 Мгц. С 1995 года радиостанция вещает только на русском языке как «Открытое радио 2x2». В мае 1995 года был подписан эксклюзивный договор между телекомпанией «2х2» и APR-Group о приобретении холдингом всего рекламного времени радиостанции «Открытое радио 2х2». При этом отмечалось, что рейтинг «Открытого радио» был к тому времени невысок, и руководство радиостанции было готово прислушаться к мнению профессиональных рекламистов, в том числе и относительно содержания передач. В 1996 году радиостанция была возвращена к первоначальному названию.
Появились дополнительные выпуски передачи «Глядя из Лондона» в 11:00, в 13:00 и в полночь. Самыми популярными в эфире были песни Игоря Талькова, и одна из них — «Фатальная колесница» звучала в исполнении Сюзанны Тейпер. В книге «Жёлтые страницы интернет» радиостанция описывалась так: «Основную долю времени вещания занимают новости — городские и „полезные“ новости, программа „Визави“ (ежевечерний прямой эфир со знаменитостями), экономические и спортивные новости. Музыкальный формат станции — это мелодичные суперхиты от 60-х до 90-х». Андрей Истратов в октябре 1997 года писал: «Наряду с собственными музыкальными программами каждый день транслирует передачи радио „Свобода“, „Голоса Америки“ и „BBC“. Есть собственные подробные выпуски новостей. Определенного музыкального направления нет». Объём вещания составлял 20 часов в сутки.
К концу 90-х, в эпоху относительной стабильности, информационное вещание перестало быть «золотым дном», рейтинги падали. В начале 1998 года радиостанция прекратила вещание на частоте 918 кГц из-за высокой платы за аренду работающего на этой частоте передатчика и с этого времени вещала только на частоте 102,5 МГц. Радиостанция была вынуждена включать в свой эфир больше музыки (в основном зарубежный рок) поскольку новостные станции в организационном отношении в три-четыре раза дороже музыкальных. По этой же причине большинство станций, на начальном этапе заявляли о себе как о разговорных, («Надежда», «Авторадио», «Серебряный дождь», «Новости on-line»), перешли из-за низких рейтингов в нишу музыкального вещания, где затраты меньше, а прибыль выше.
В 1998 году радиостанция меняет формат на музыкальный, а информационное вещание было сокращено до минимума, в связи с чем название меняется на «Открытое радио Романтика». В музыке был сделан упор на медленные и мелодичные композиции. Однако это не сделало радиостанцию популярной. В апреле 1999 года «Открытое радио Романтика» превращена в трёхчасовую музыкальную программу на вернувшемся к названию «Открытое радио».

### 2000—2003. Рок-радиостанция
В 2000 году с приходом программного директора Дениса Серикова станция остановилась на формате классического рока. По словам Серикова: «там звучало всё подряд: и Влад Сташевский, и Garbage, и Овсиенко. А я, будучи музыкантом и фанатом рок-музыки подумал, что в России нет нормальной рок-станции, и решил её сделать. Я реально горжусь этим проектом, потому что мне удалось создать свою первую радийную команду единомышленников, которым близка рок-музыка. Тогда я ездил в Газпром к большим начальникам, волновался и доказывал, что нужно запустить этот проект. Получил добро и через некоторое время станция стала набирать рейтинг. Позже „Открытое радио“ стало радиостанцией, популярной среди мужской аудитории».
Основу сетки вещания составили классический западный рок 1960-х — 1990-х, а также песни российских рок-исполнителей; последние занимали около четверти эфирного времени. Появились авторские программы, такие как «Блюзология» Алексея Калачёва, «Big Ben Rock» Сергея Озона, «Back to the Universe» с Мартином Ландерсом (c 22 октября 2001 года), «Дым под водой» Кирилла Немоляева и Николая Семашко (с 26 октября 2001 года), «Рок-Территория» — программа исключительно по рок-заявкам, Rock News — новости рок-музыки, которые вёл главный редактор журнала «Play» Константин Савоськин (с 19 октября 2001 года). Эфир оформили «роковыми» джинглами и лайнерами. В феврале 2002 года появилась рубрика «по материалам советской прессы», где приводились отрывки из статей в советской прессе о западных рок-исполнителях голосом, стилизованным под советских дикторов, после чего следовала песня этого исполнителя. Диджей радиостанции Ксения Привалова отмечала: «Мы считаем, что наш слушатель — это работающий человек, хорошего достатка, эрудированный, разбирающийся в музыке, не злобный и без юношеского максимализма. <…> Многим нашим слушателям, как и нам — 25-30 лет. Но основная наша аудитория, всё-таки — от 30 до 40».
21 марта 2002 года в клубе «Б2» радиостанция отметила своё 10-летие. Тогда же были озвучены планы проведения собственного музыкального фестиваля на манер «Максидрома» или «Нашествия», но этому не суждено было сбыться. В мае того же года Открытом Радио была разработана и внедрена в эфир серия джинглов «ПРИРОДА ЖИВОГО ЗВУКА», в которых звуки природных стихий, собранные в самых разных частях света специальными корреспондентами Открытого Радио, перекликаются с живой гитарной музыкой, составляющей основу плей-листа Открытого Радио.
В эти годы радиостанция имела небольшой, но достаточно стабильный рейтинг. По данным «КОМКОН Медиа», в июне 2003 года на его частоту ежедневно настраивались 168 тыс. человек, а среднесуточная доля аудитории этой станции составляла в сентябре 2,6 %. Однако реклама там продавалась очень плохо. Вместе с тем, убыточной радиостанция не была и по словам генерального директора «Газпром-Медиа» Александра Дыбаля приносила небольшую прибыль.

### Закрытие «Открытого радио»
Холдинг «Газпром-медиа», в который входила радиостанция, принял решение о радикальном изменении формата вещания с целью создания «значительно более успешного коммерческого продукта». Причиной тому послужило то, что «Открытое радио» являлось нишевой радиостанцией, ориентированной на относительно небольшую, но лояльную аудиторию, однако рекламодатели предпочитали размещать рекламу на наиболее популярных радиостанциях (а они ориентировались на массовую поп-музыку) и на телевидении, в то время как рекламодателей, заинтересованных конкретно в аудитории «Открытого радио», не нашлось.
По словам генерального директора «Газпром-медиа» Александра Дыбаля: «Для наших акционеров основными критериями качества работы радиостанций являются их доля на рынке и показатели прибыльности. Поэтому для „Открытого радио“ и был предложен новый формат — формат Russian Top-40. Нам он показался интересным». По словам генерального директора ЗАО «Открытое радио» Юлии Яковлевой: «мы вынуждены коррелироваться с предпочтениями публики и представлять тот материал, который будет пользоваться спросом. К сожалению, рейтинги говорят, что формат „Открытого радио“ является слишком нишевым, и мы не можем держать целую волну для весьма и весьма небольшого сегмента аудитории». Как писала газета «Коммерсантъ», «Газпром» решил всерьёз включиться в борьбу за радиорынок, и поэтому такое решение представлялось вполне логичным.
18 октября 2003 в 00:00 «Открытое Радио» прекратило своё вещание. Последними песнями, прозвучавшими в эфире, были Long Live Rock'n'Roll (Rainbow), «Sad But True» (Metallica) и The Show Must Go On (Queen). Вместо него на частоте 102,5 МГц началось вещание «Первое популярное радио» (Радио «Поп-са»). Несмотря на закрытие радиостанции, владельцем частоты 102,5 по прежнему числилась ЗАО «Открытое радио», которое существует и поныне.
Заранее об запуске новой радиостанции на частоте 102,5 FM объявлено не было, и для большинства слушателей подобное стало полной неожиданностью. Как писал Илья Щуров: «В это не хотелось верить. Первая мысль: сбилась настройка, и это не 102.5 FM. Вторая: это какой-то кошмар. Третья: этого просто не может быть! <…> В ответ на эти события на сайте http://www.openradio.ru/ в разделе Рок-территория, предназначенном для сбора заявок в одноимённую, увы, более не существующую передачу, открылся „стихийный форум“: слушатели выражали своё недоумение и негодование. Были слышны благодарности в адрес команды Открытого Радио и проклятия в адрес попсы, и так заполнившей весь FM-эфир <…> Открылось несколько форумов и чатов, начались весьма эмоциональные и бурные, но, к сожалению, не слишком результативные дискуссии».
Обозреватели отмечали, что замены закрывшемуся «Открытому радио» в Московском FM-диапазоне не было. Ведущий «Эха Москвы» Матвей Ганапольский сказал, что закрытие станции «взволновало музыкальную Москву, потому что это была станция, которая передавала достаточно редкую в наше время, но очень любимую, почитаемую музыку», на которой «выросло поколение». Генеральный директор радиостанции «Европа Плюс» Александр Полесицкий отмечал, что «поклонники рок-музыки очень любили „Открытое радио“, но их слишком мало, и только для них оказалось невыгодно держать целую частоту в FM-диапазоне», считая, что рок-радиостанция в России сможет существовать лишь тогда, когда радиорынок вырастет вдвое.
27 октября того же года радиостанция «Куранты» (89,9 FM) сменила музыкальный формат, начав вещать классическую западную рок-музыку, что стало своеобразной компенсацией для бывших слушателей «Открытого радио». Однако просуществовав менее года, «Куранты» закрылись в августе 2004 года. По той же причине, что и Открытое радио 7 ноября 2004 года прекратила московская рок-радиостанция — Ultra, ориентировавшаяся на более молодёжную аудиторию и альтернативный рок

## Ведущие
- Сергей Озон
- Константин Савоськин
- Алексей Калачёв
- Кирилл Немоляев
- Николай Семашко
- Ксения Привалова
- Сергей Краснов
- Елена Раскатова
- Андрей Евдокимов
- Дмитрий Юдин
- Дмитрий Таиров
- Влад Кутузов
- Рубен Акопян
- Андрей Чиж
- Сергей Крабу — главный редактор информационной службы «Открытого радио»
- Юрий Кузьмин
- Михаил Антонов
- Михаил Пташко
- Александр Балашов
- Ольга Медведева
- Анатолий Молчанов
- Василий Журавлёв
- Конасантин Карманов
- Кира Шаронова
- Антон Вольский
- Александр Базаров
- Марина Королёва
- Марина Колкова
- Марина Старостина
- Илья Колосов
- Татьяна Лямзина
- Олег Козлов
- Александр Андреев
- Евгений Александрович Смирнов
- Дик Трейси (Дмитрий Кротов)
- Наталья Чернявская
- Антон Курепов

## Программы
1990-е годы
- Новости ВВС — Ретрансляция новостных программ международной радиостанции «Би-Би-Си»[39]
- Новости ГА
- Новости Свободы
- Новости Интернет — рекомендации по подключению к Интернет, возможности сети, полезные адреса, последние события и новости, а также опасности, которые вас ожидают при общении в этой компьютерной сети[40]
- Разные Новости — неполитические новости, курьезы, скандалы, сплетни Голливуда, советы психологов[39].
- Обзор СМИ — обзор наиболее интересных публикаций дня[39]
- Обзор АиФ — обзор свежего еженедельника «Аргументы и Факты»[39].
- Ракурс — информационно-аналитическая программа, наиболее полный обзор всех основных событий дня с мнениями экспертов, репортажами с мест[39].
- Зазеркалье — Музыкальная программа по заявкам слушателей. Возможность поздравить своих близких и знакомых по радио и заказать для них любимую композицию.
- Формула безопасности — какие замки лучше поставить на дверь вашей квартиры, как вести себя, если вас окружила толпа хулиганов, можно ли уберечь свою машину от взлома или угона. Беседы с экспертами из области безопасности, которые всегда готовы ответить на любые ваши вопросы[40]
- Кабриолет — «программа для тех, кто не равнодушен к автомобилям». советы экспертов, тесты новых моделей, рассказы из истории автомобилестроения, последние новости обо всем, что может пригодиться для автолюбителей, ответы на все ваши вопросы — как найти нужный вам автомобиль, как ввезти в Россию машину купленную за рубежом, можно ли избежать несправедливого штрафа. Ведущий и автор программы — Рустам Акиниязов[39].
- Мой Ласковый и Нежный Зверь — «программа для тех, кто не равнодушен к домашним животным». Советы ветеринара, цены на корм и животных[39]
- Радиожурнал Джимми
- Визави — 45-минутная беседа с известными людьми страны, ньюсмейкерами и экспертами[39]
- Доктор Блюз — обзор последних блюзовых поступлений в магазины. История известных исполнителей, интервью с ними и, блюзовые композиции[39].
- Рыбный День — программа Стаса Радзишевского для любителей посидеть с удочкой, отдохнуть на природе у воды, испытать свое терпение и умение ловить рыбу. Интервью с известными людьми о рыбалке, новости, советы опытных рыболовов, рыбацкие байки[39].
- Вечеринка — музыкальная программа по заявкам слушателей[39]
- 102,5 Желания
- Звёздный weekend
- Для своих!

2000—2003 годы
- Back to the Universe — различные жанры современной психоделической и электронной музыки, включая такие направления как: Space & Cosmic Music, New Instrumental Muzic, Word & New Age Music, Psychedelic, Kraut- Progressive- & Art Rock и другие[41].
- Дым под Водой — «аналитический экстремальный ретро-альманах с элементами ностальгии и неприкрытого глубокого жёсткого ретро»[41]
- Big Ben Rock — «беспристрастный рассказ о музыкантах, снабженный тонкими и точными комментариями ведущего. Это взгляд профессионала на историю развития британского рока и отдельных его представителей. Это детальное изучение истоков рок-музыки в отдельно взятой стране. Музыкальные эксперименты и находки, преобразованные в различные формы рока — прогрессивный и арт-рок, космический рок и симфо-рок, джаз-рок»[41]
- Блюзология — программа о блюзе. Обзор последних блюзовых поступлений в магазины. История известных исполнителей, интервью с ними и, конечно, блюзовые композиции[41].
- Рок-Территория — программа по рок-заявкам[41]
- Rock News — новости рок-музыки[41]
- Эфес блюз-бар — эксклюзивные концерты легенд джаза и блюза из коллекции ВВС[21].